# Messerlippfische
Die Messerlippfische (Xyrichtyinae), auch Sand-Lippfische genannt, sind eine Unterfamilie der Lippfische.

## Merkmale
Messerlippfische haben einen mehr oder weniger langgestreckten, seitlich stets deutlich abgeflachten Körper. Ihre Länge liegt beim doppelten bis 3,5-fachen der Körperhöhe. Die Seitenlinie ist unterbrochen. Die Wangen sind unbeschuppt oder es sind nur wenige Reihen kleiner Schuppen vorhanden. Die Kiemendeckel sind mit Ausnahme von ein bis 4 im oberen Dereich des Deckels liegende Schuppen, unbeschuppt. Die Kiemenrechen sind kurz, es sind immer weniger als 26 vorhanden. Die Anzahl der Branchiostegalstrahlen liegt bei 5 oder 6, die der Wirbel bei 25. An der Kieferspitze befinden sich in jedem Kiefer ein Paar großer, konischer Zähne. Das untere Paar greift bei geschlossenem Maul in das obere Paar. Wenn ein zweites Zahnpaar vorhanden ist, sind seine Zähne nur etwa halb so groß wie die Zähne des ersten Paars. Eckzähne im Mundwinkel sind nicht vorhanden. Die Zähne auf der Pharyngealia sind stumpf, konisch, knotig oder als sehr kleine Mahlzähne ausgebildet. Der Rand des Präoperculums ist glatt. Die Basen von Rücken- und Afterflosse sind unbeschuppt. Die Schwanzflosse ist bei den meisten Arten leicht abgerundet, nur bei Ammolabrus dicrus ist sie eingebuchtet.
Morphometrie:
- Flossenformel: Dorsale IX/12–15; Anale (II)III/12–13; Pectorale 12–13; Ventrale I/5; Caudale 10–12.
- Schuppenformel: mLR 26 o. 72–93.

Die Gattung Cymolutes hat 72 bis 93 Schuppen in einer mittleren Längsreihe auf den Körperseiten, alle anderen Gattungen 26. Ob Cymolutes tatsächlich zu den Messerlippfischen gehört müssen weitere Forschungen ergeben. Die ersten Flossenstrahlen der Rückenflosse sind flexibel. Die obersten Flossenstrahlen der Brustflossen sind nur rudimentär ausgebildet.

## Lebensweise
Die Fische leben in Seegraswiesen und über Sandböden im tropischen Indopazifik und im tropischen Atlantik. Auf der Flucht graben sie sich schnell in den Sand ein. Viele junge Messerlippfische sehen einem Blatt ähnlich (Mimikry) und lassen sich regungslos in der Strömung treiben.

## Systematik
Die Messerlippfische sind die Schwestergruppe der Junkerlippfische (Julidinae).

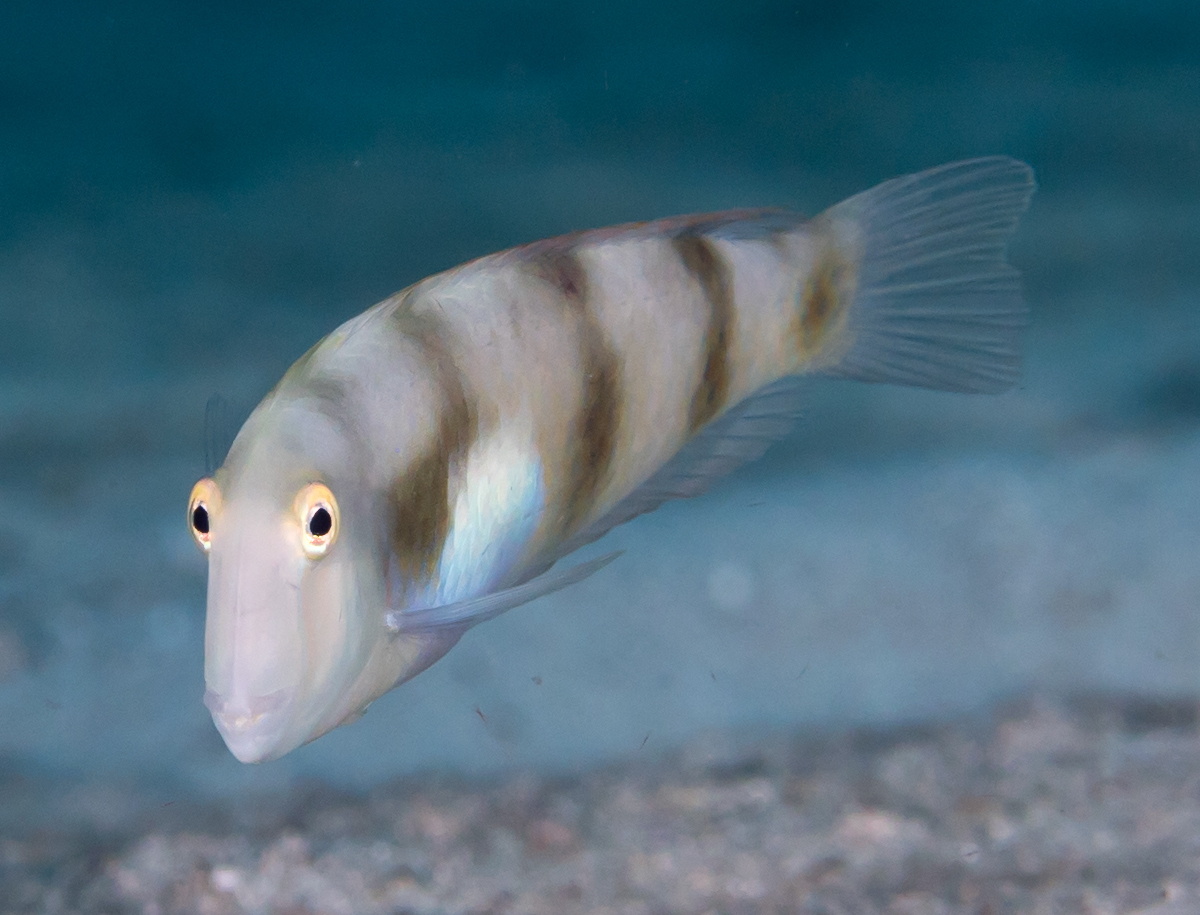
Iniistius aneitensis

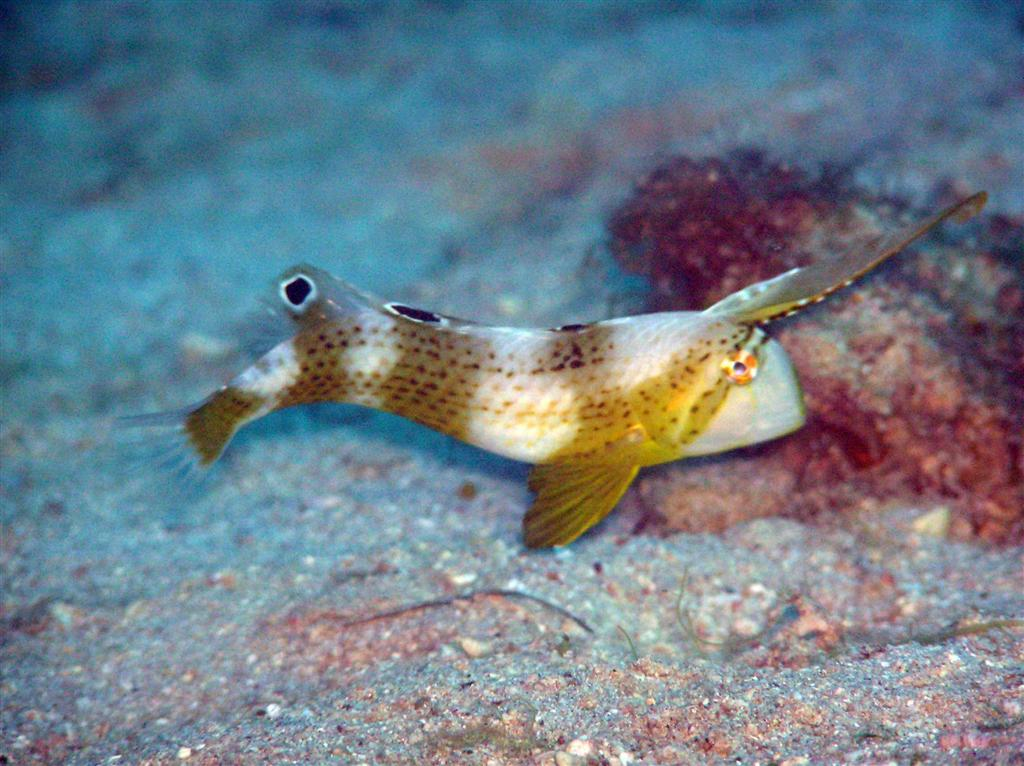
Iniistius pavo, Jungfisch

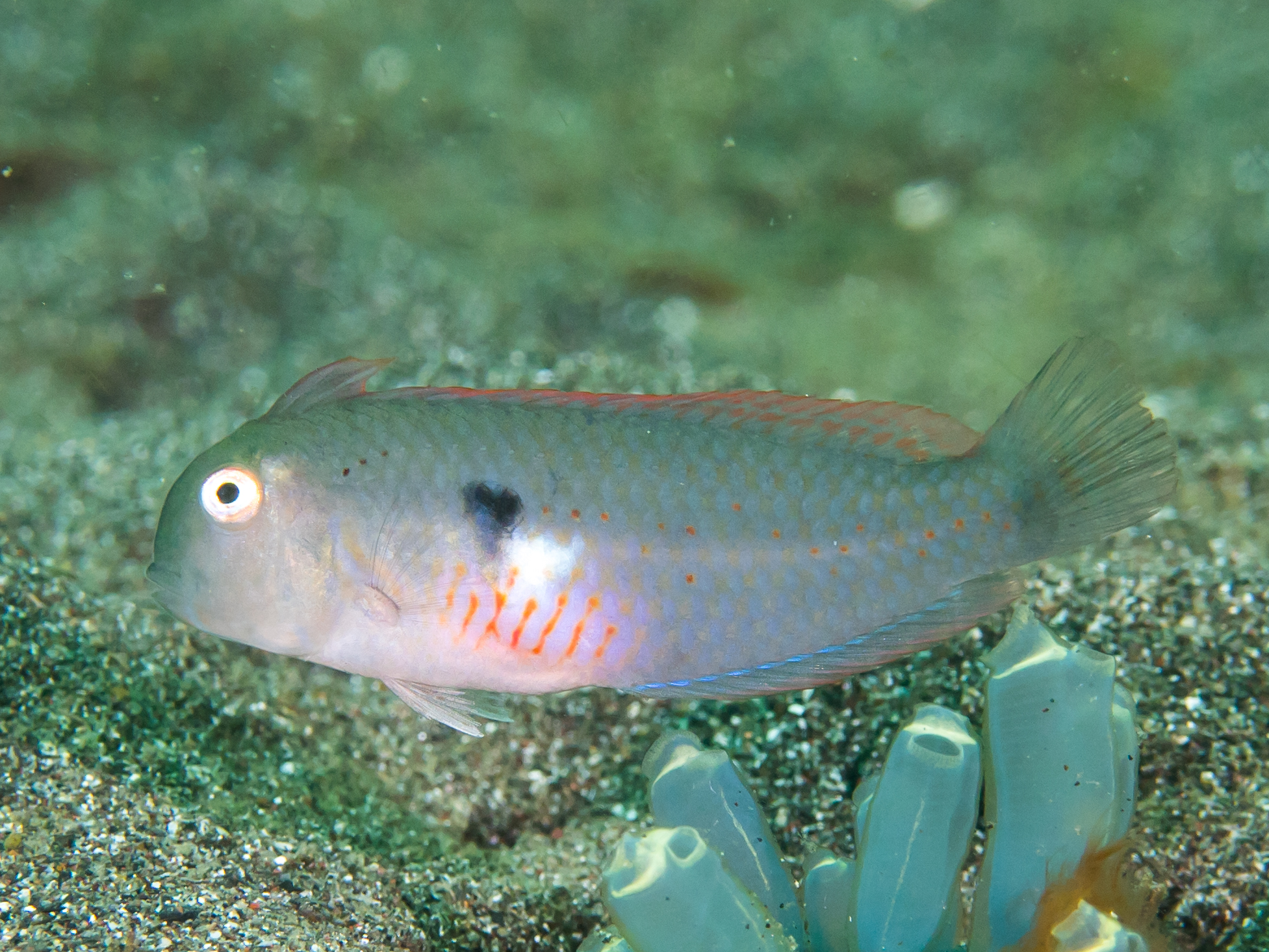
Iniistius pentadactylus

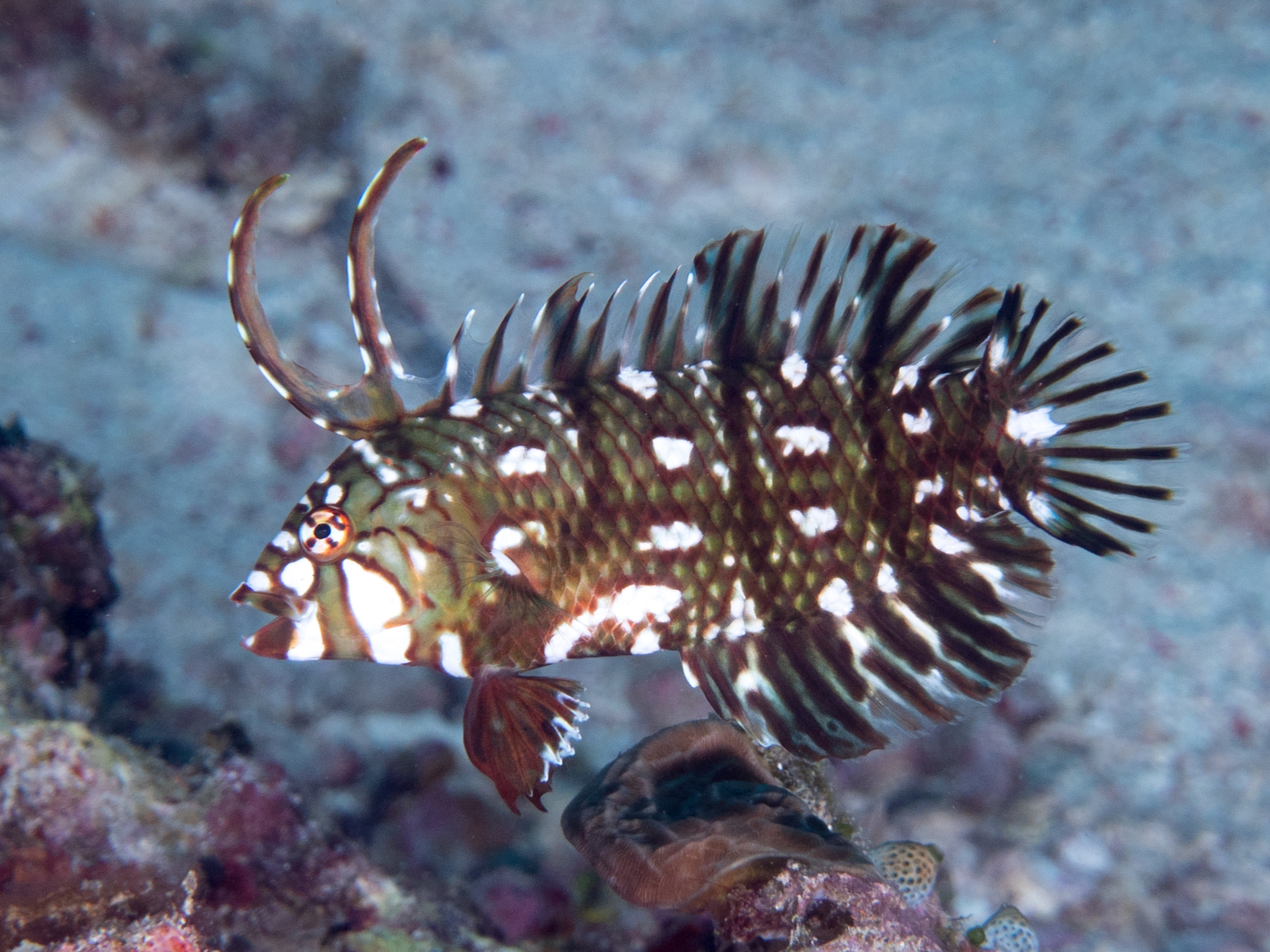
Novaculichthys taeniourus
Jungfisch

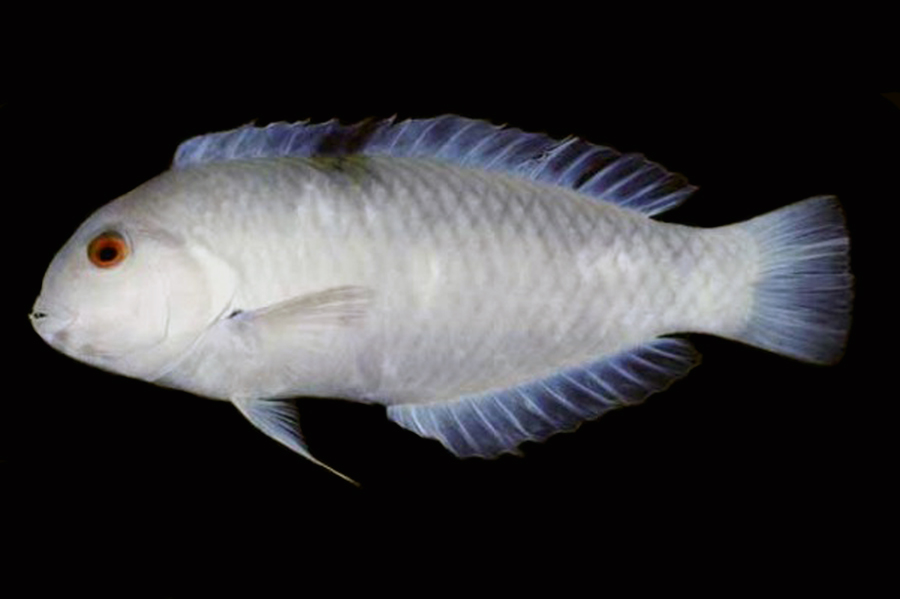
Novaculops pastellus

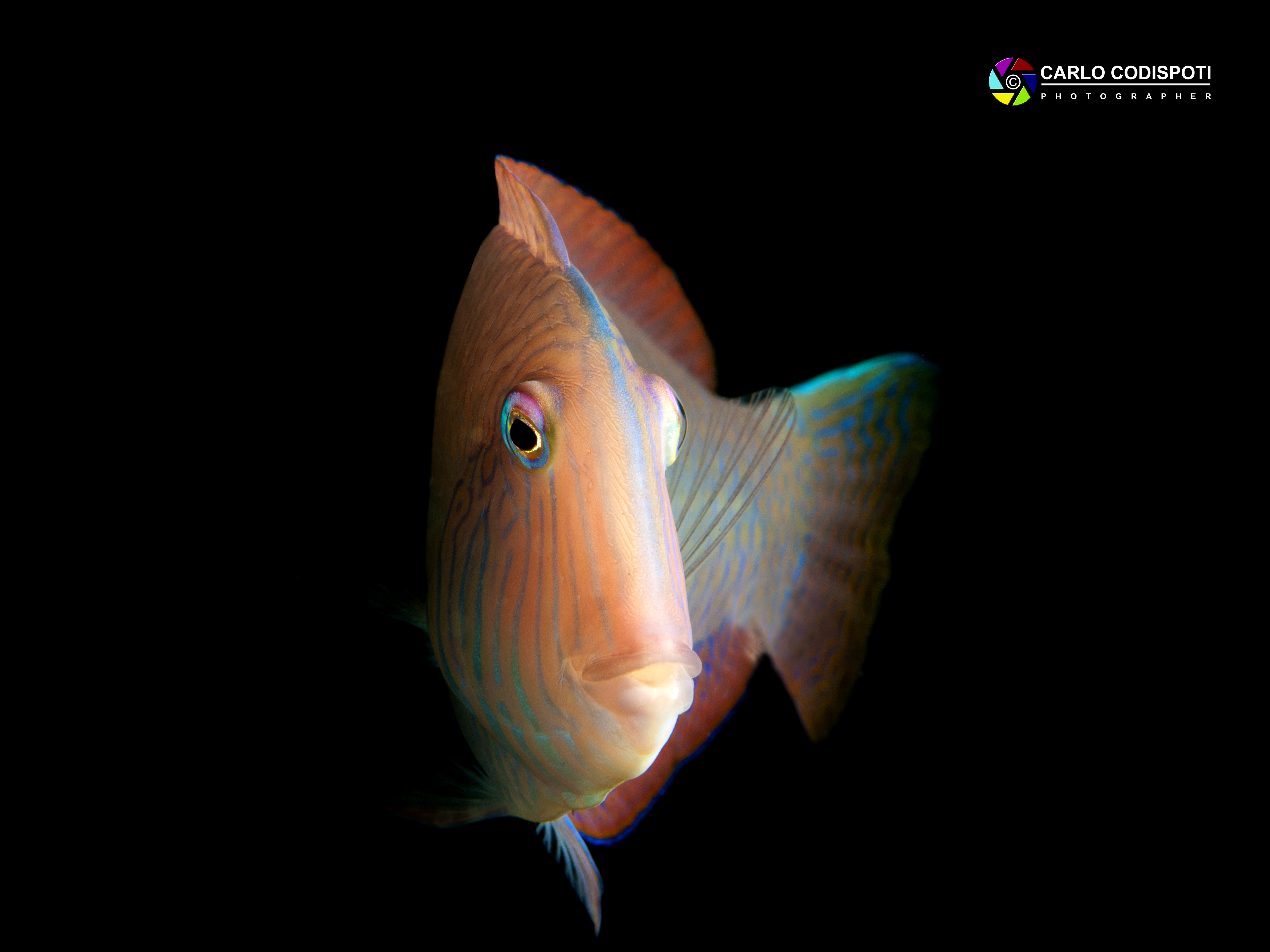
Xyrichtys novacula

## Gattungen und Arten
- Gattung Ammolabrus Randall & Carlson, 1997
  - Ammolabrus dicrus Randall & Carlson, 1997
- Gattung Cymolutes Günther, 1861
  - Cymolutes lecluse (Quoy & Gaimard, 1824)
  - Cymolutes praetextatus (Quoy & Gaimard, 1834) 
  - Cymolutes torquatus (Valenciennes, 1840)
- Gattung Iniistius Gill, 1862
  - Iniistius aneitensis  (Günther, 1862)
  - Iniistius auropunctatus Randall, Earle & Robertson, 2002
  - Iniistius baldwini (Jordan & Evermann, 1903)
  - Iniistius bimaculatus Rüppell, 1829 
  - Iniistius brevipinnis Randall, 2013
  - Iniistius celebicus (Bleeker, 1856) 
  - Iniistius cyanifrons Valenciennes, 1840
  - Iniistius dea Temminck & Schlegel, 1845 
  - Iniistius evides (Jordan & Richardson, 1909)
  - Iniistius geisha (Araga & Yoshino, 1986)
  - Iniistius griffithsi Randall, 2007
  - Iniistius jacksonensis (Ramsay, 1881)
  - Iniistius melanopus (Bleeker, 1857)
  - Iniistius naevus Allen & Erdmann, 2012
  - Iniistius pavo Valenciennes, 1840
  - Iniistius pentadactylus (Linnaeus, 1758)
  - Iniistius spilonotus (Bleeker, 1857)
  - Iniistius trivittatus Randall & Cornish, 2000
  - Iniistius twistii (Bleeker, 1856) 
  - Iniistius umbrilatus (Jenkins, 1901) 
  - Iniistius verrens (Jordan & Evermann, 1902)
- Gattung Novaculichthys Bleeker, 1862
  - Novaculichthys taeniourus (Lacépède, 1801)
- Gattung Novaculoides Randall & Earle , 2004
  - Novaculoides macrolepidotus  (Bloch, 1791)
- Gattung Novaculops Schultz in Schultz, Chapman, Lachner & Woods, 1960
  - Novaculops alvheimi Randall, 2013
  - Novaculops compressus Fukui, 2020
  - Novaculops halsteadi
  - Novaculops koteamea Randall & Allen, 2004
  - Novaculops pastellus Randall & , Earle & Rocha, 2008
  - Novaculops sciistius Jordan & Thompson, 1914
  - Novaculops woodi (Jenkins, 1901)
- Gattung Xyrichtys Cuvier, 1814
  - Xyrichtys blanchardi (Cadenat & Marchal, 1963) 
  - Xyrichtys incandescens Edwards & Lubbock, 1981
  - Xyrichtys javanicus (Bleeker, 1862) 
  - Xyrichtys martinicensis Valenciennes, 1840
  - Xyrichtys mundiceps Gill, 1862
  - Xyrichtys novacula (Linnaeus, 1758) 
  - Xyrichtys rajagopalani Venkataramanujam, Venkataramani & Ramanathan, 1987
  - Xyrichtys sanctaehelenae (Günther, 1868) 
  - Xyrichtys splendens Castelnau, 1855
  - Xyrichtys victori Wellington, 1992
  - Xyrichtys wellingtoni Allen & Robertson, 1995